# Yosef Sorinov
Yosef Sorinov (Legnica, Lengyelország, 1946. május 17. – Jeruzsálem, 2019. február 1.) izraeli labdarúgó, kapus, edző.

## Pályafutása

### Klubcsapatban
1964 és 1966 között a Bétár Tel-Aviv, 1966 és 1971 között a Makkabi Netánjá, 1971 és 1975 között a Bétár Jerusálajim, 1975–76-ban a Hapóel Ramat Gan, 1976 és 1978 között a Makkabi Tel-Aviv labdarúgója volt.
1946 és 1960 között a Makkabi Tel-Aviv labdarúgója, ahol  öt bajnoki címet és négy kupagyőzelmet ért el a csapattal.

### A válogatottban
1971 és 1977 között 19 alkalommal szerepelt az izraeli válogatottban. Részt vett az 1976-os montréali olimpiai játékokon.

## Sikerei, díjai
Makkabi Netánjá
- Izraeli bajnokság
  - bajnok: 1970–71

 Makkabi Tel-Aviv
- Izraeli bajnokság
  - bajnok: 1976–77
- Izraeli kupa
  - győztes: 1977